# Nguyễn Thị Thu Hà (Tây Ninh)
Nguyễn Thị Thu Hà (sinh năm 1956) là một nữ chính trị gia người Việt Nam. Bà từng là Ủy viên Ban Chấp hành Trung ương Đảng khóa XI, Phó Bí thư Thành ủy Thành phố Hồ Chí Minh khóa IX (2010 - 2015).

## Xuất thân
Bà sinh năm 1956, người dân tộc Kinh, không theo tôn giáo nào, quê quán Tây Ninh.

## Giáo dục
Bà có bằng Thạc sĩ quản lý Nhà nước, kỹ sư hóa thực phẩm, cử nhân chính trị.

## Sự nghiệp
Bà từng kinh qua các chức vụ Bí thư Quận uỷ - Chủ tịch HĐND Quận 11, Thành uỷ viên - Phó trưởng Ban thường trực Ban Tổ chức Thành uỷ TP.HCM. Trước khi được bầu làm Phó Chủ tịch UBND TP.HCM (03/2007), bà Hà cũng được bầu vào Ban Thường vụ Thành ủy TP.HCM.
Ngày 07/08/2009, Phó Bí thư thường trực Thành ủy TP.HCM Nguyễn Văn Đua đã công bố quyết định của Ban Thường vụ Thành ủy bổ nhiệm đồng chí Nguyễn Thị Thu Hà, giữ chức Trưởng Ban Tổ chức Thành ủy, thay thế ông Dương Quan Hà nhận nhiệm vụ tại Ủy ban MTTQ Tp Hồ Chí Minh.
Tháng 10/2010, tại Đại hội Đảng bộ Thành phố Hồ Chí Minh khóa IX, bà được bầu làm Phó Bí thư Thành ủy phụ trách công tác xây dựng Đảng.
Tháng 01/2011, tại Đại hội Đảng Cộng sản Việt Nam khóa XI, bà được bầu làm Ủy viên Ban Chấp hành Trung ương.
Ngày 25/09/2016, Bí thư Thành ủy TP.HCM Đinh La Thăng chủ trì buổi công bố và trao quyết định nghỉ hưu để hưởng chế độ bảo hiểm xã hội đối với ông Lê Hoàng Quân, Nguyên Chủ tịch UBND TPHCM và bà Nguyễn Thị Thu Hà, nguyên Phó bí thư Thành ủy TPHCM.